# Hubertushöhe (Steinwiesen)
Hubertushöhe ist ein Gemeindeteil des Marktes Steinwiesen im Landkreis Kronach (Oberfranken, Bayern).

## Geographie
Die Einöde liegt auf einem Höhenrücken des Frankenwaldes und ist allseits von Wald umgeben. Im Nordwesten liegt das gemeindefreie Gebiet Birnbaum, im Nordosten das Naturschutzgebiet Tschirner und Nordhalbener Ködeltal mit Mäusbeutel. Die Kreisstraße KC 21 führt nach Birnbaum (4,2 km südwestlich). Die Kreisstraße KC 16 führt nach Tschirn zur Staatsstraße 2200 (4,5 km nordwestlich) bzw. nach Nurn (3,3 km südlich).

## Geschichte
Hubertushöhe hieß ursprünglich Waldhaus und wurde in der ersten Hälfte des 19. Jahrhunderts auf dem Gemeindegebiet von Birnbaum gegründet. Am 1. Mai 1978 wurde Hubertushöhe im Zuge der Gebietsreform in Bayern in die Gemeinde Steinwiesen eingegliedert.

### Einwohnerentwicklung
| Jahr      | 001861 | 001871 | 001885 | 001900 | 001925 | 001950 | 001961 | 001970 | 001987 |
| Einwohner | 10     | 7      | 5      | 11     | 8      | 11     | 6      | 3      | 2      |
| Häuser    |        |        | 1      | 2      | 2      | 2      | 2      |        | 1      |
| Quelle    | [ 7 ]  | [ 8 ]  | [ 9 ]  | [ 10 ] | [ 11 ] | [ 12 ] | [ 13 ] | [ 14 ] | [ 1 ]  |

## Religion
Hubertushöhe ist römisch-katholisch geprägt und nach St. Stephanus (Birnbaum) gepfarrt.